# Frederick Toms
Frederick Percy Toms (født 15. april 1885, død 26. juni 1965) var en canadisk roer som deltog i de olympiske lege 1908 i London.
Toms vandt en bronzemedalje i roning under Sommer-OL 1908 i London. Sammen med Norway Jackes kom den canadiske toer på en tredjeplads efter to britiske både.